# Восстание Джека Кэда

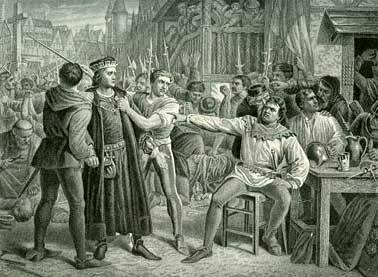
Джеймс Файнс перед Джеком Кэдом

Восста́ние Дже́ка Кэ́да — народное восстание в Англии в 1450—1451 годах под предводительством Джека Кэда.

## История
Восстание началось в условиях резкого обострения социальных противоречий, вызванного засильем группировки крупных феодалов, которая правила королевством от имени безвольного Генриха VI Ланкастера, и поражениями англичан в Столетней войне (1337—1453) с Францией. Побудительными мотивами к возмущению послужили известия о тяжёлом разгроме английской армии французами 15 апреля при Форминьи и возобновившихся набегах на кентские берега французских пиратов.
Изначально возмущение вспыхнуло в конце мая в районе Гринвича (графство Кент) и в июне охватило соседние графства Суссекс, Эссекс, Суррей. К началу июля число восставших превысило 20 тысяч человек. Основную силу восстания составляло среднее и мелкое крестьянство, к которому примыкали также ремесленники, мелкие торговцы, наёмные рабочие, но местами к повстанцам присоединялись даже мелкие рыцари и городские чиновники. Реально руководство принадлежало представителям джентри, зажиточных йоменов и городской верхушки. Предводителем восстания стал некий Джек (Джон) Кэд (Cade; отсюда название восстания), имевший военный опыт и выдававший себя за Джона Мортимера, побочного сына последнего графа Марчского, но в реальности, возможно, являвшийся бастардом Роберта Мортимера.
Программные документы восстания Джэка Кэда содержат призывы к уменьшению налогов и искоренению коррупции, к реформам суда и администрации, к отмене «закона о рабочих». Разгромив 18 июня королевские войска при Севеноксе, армия повстанцев 3 июля вступила в Лондон. Король вынужден был бежать из столицы. Городские низы, присоединившись к восставшим, помогли расправиться с наиболее ненавистными народу королевскими вельможами, в частности, лордом-казначеем Джеймсом Файнсом, бароном Сэем и его зятем шерифом Кента Уильямом Краумером.
Однако городская верхушка, обеспокоенная нападениями на дома богатых купцов, собрала ополчение цехов, которое спустя три дня, после ожесточённого сражения за подожжённый восставшими Лондонский мост, стоившего жизни его предводителю Мэтью Гофу, сумело вытеснить бунтовщиков из столицы. Спустя несколько дней при посредничестве лорда-канцлера Англии архиепископа Йоркского Джона Кемпа и епископа Винчестерского Уильяма Уэйнфлита, с последними было заключено временное перемирие, после чего многие из них разъехались по домам. Оставшиеся в Саутварке непримиримые сторонники Кэда освободили заключённых из местной тюрьмы Королевской скамьи, пополнив ими свои ряды, а затем отправились в Рочестер, безуспешно попытавшись взять замок Куинборо, но вскоре рассорились из-за добычи со своим предводителем. За голову отступившего с оставшимися людьми в Восточный Сассекс Кэда была объявлена награда в 1000 серебряных марок, но 12 июля тот был смертельно ранен в бою близ Льюиса новым шерифом Кента Александром Иденом, пытавшимся его пленить. Следующей ночью Кэд умер от ран на пути в Лондон, где должен был быть казнён.
Гибель Кэда, однако, не остановила движения. В августе 1450 года беднота вновь объединилась в несколько повстанческих отрядов, которые возглавил Уильям Парминтер, призывавший к полной ликвидации феодальных порядков, с тем чтобы «владеть всем сообща». Парминтер погиб лишь в начале 1451 года, отдельные же отряды восставших продолжали борьбу до 1454 года.
В советской историографии западноевропейского средневековья восстание Кэда трактовали в качестве «второй крестьянской войны», однако тщательно изучившие источники британские исследователи ещё в конце XIX столетия пришли к выводу, что социальная основа движения являлась неоднородной, и в реальности к нему примкнуло немало мелких рыцарей, джентри и даже мэров и констеблей кентских городов.